# Albi

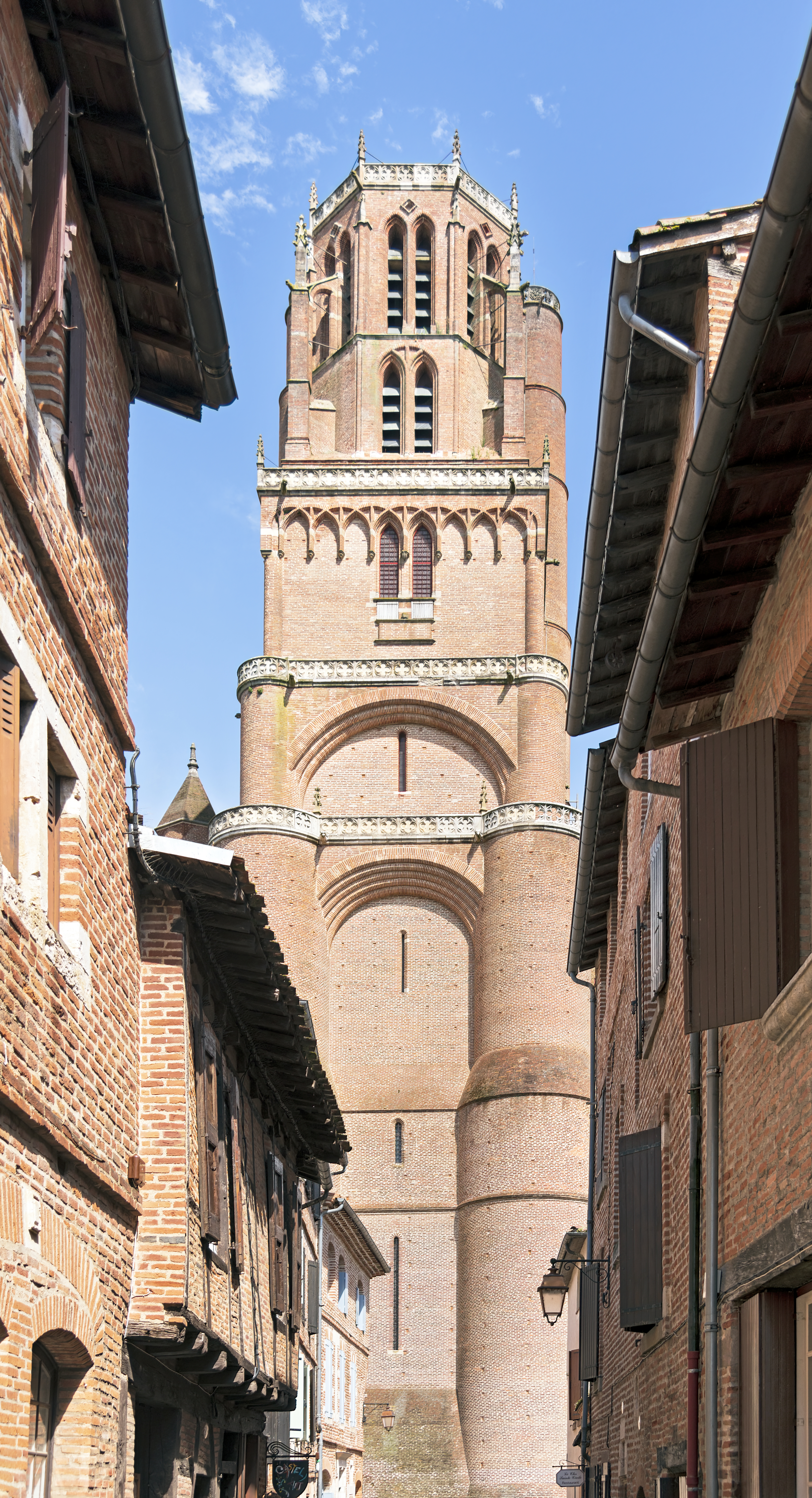
Catedrala din Albi

Albi este un oraș în sudul Franței, prefectura departamentului Tarn, în regiunea Midi-Pirinei.